# Cyathoselinum tomentosum
Cyathoselinum tomentosum är en flockblommig växtart som beskrevs av George Bentham och Joseph Dalton Hooker. Cyathoselinum tomentosum ingår i släktet Cyathoselinum och familjen flockblommiga växter. Inga underarter finns listade i Catalogue of Life.